# HOPE (宇宙往還機)

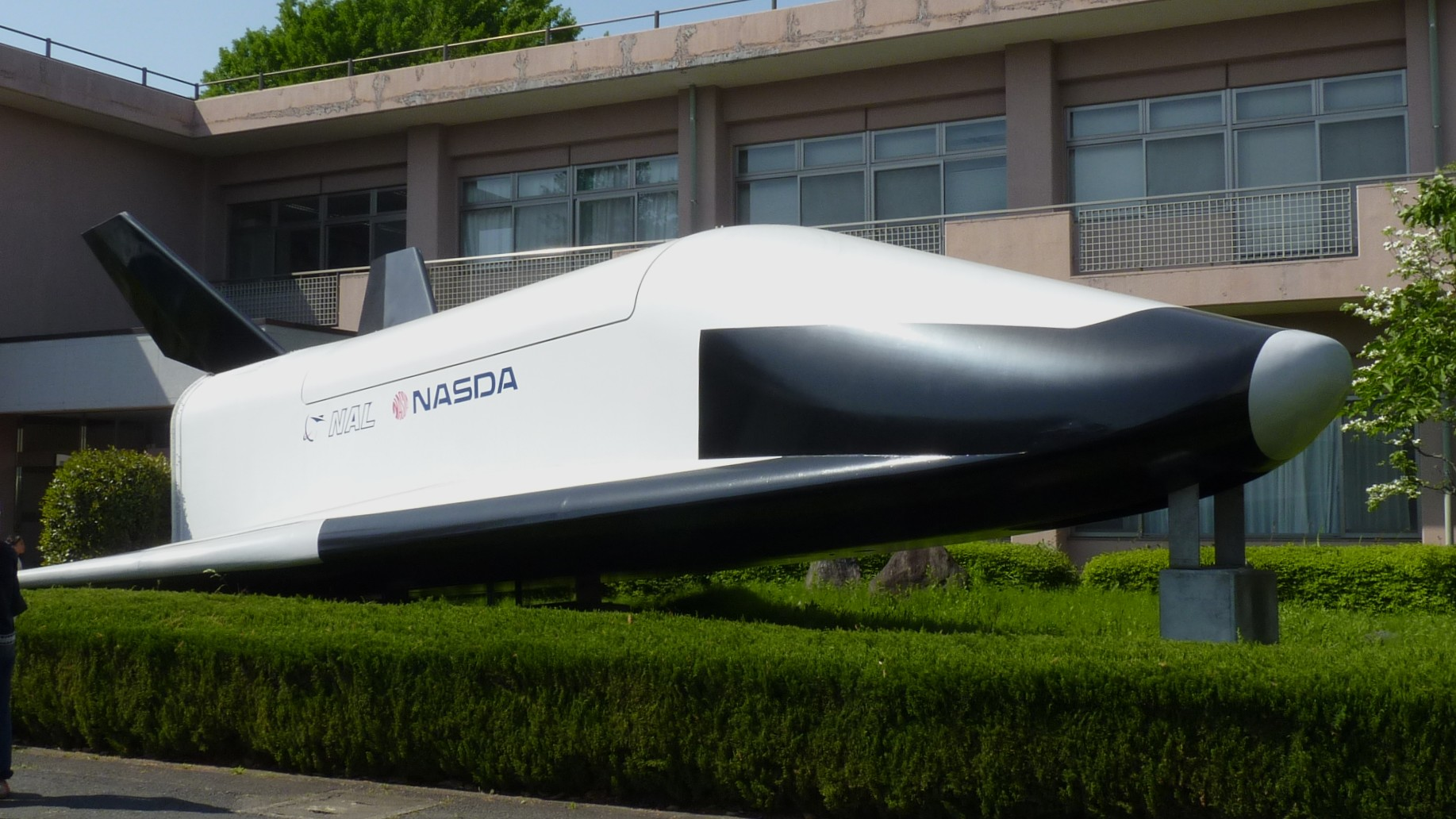
HOPEで計画された機体サイズとほぼ同等の大きさで製作されたHOPE-X強度試験用供試体（JAXA調布航空宇宙センター展示品、2018年撮影）

HOPE（ホープ、H‐II Orbiting Plane）は、日本の宇宙開発事業団 (NASDA) と航空宇宙技術研究所 (NAL) が研究開発していた、再利用可能な無人宇宙往還機である。
1980年代後半から日本による自主設計の宇宙往還機としてHOPEの研究を開始し、1989年（平成元年）の宇宙政策大綱に有人宇宙活動に関する方針が定められ、宇宙ステーションへの物資輸送を前提としたHOPEの研究が位置づけられた。1990年代に大気圏再突入機や自動着陸の実証・データ取得のため複数の試験機が製作・実験されたが、計画の完成形であるHOPEやほぼ同等の実験機HOPE-Xの製作は実現しなかった。
その機能などから日本版スペースシャトルとも呼ばれた。

## 概要

### 背景
独自の宇宙開発のため再利用可能な宇宙往還機計画はアメリカ合衆国以外でも、ソビエト連邦のブラン、フランス・ESAのエルメス、そしてアメリカの次世代スペース・シャトルベンチャースターなどがあったが、いずれも資金難で計画倒れとなった。
同時期の計画の中で最後まで残った日本の「HOPE」は、スペースシャトルと比べると小型で、完全無人操縦で自律飛行を行う。H-IIロケットのペイロード（積荷）部分を置き換えて打ち上げる計画であった。打上ロケットもSRBを6本付けたH-IIロケットや、LRBを付けたH-IIAロケットなどが計画がされていた。

## 実験機
NALとNASDAでは1990年代初めから独自の宇宙往還機の開発を行い始め、1994年にH-IIロケットの打ち上げ成功によって実現の見込みが高まり、数度にわたる飛行実験を行った。

### OREX
OREX (Orbital Reentry Flight Experiment) 軌道再突入飛行実験機は、1994年2月にH-IIロケット試験1号機で打ち上げられ、日本で初めて大気圏再突入の実験を行い成功した。打ち上げ成功後に「りゅうせい」と名づけられた。

### HYFLEX
HYFLEX (Hypersonic Flight Experiment) 極超音速飛行実験機は、1996年2月にJ-Iロケット試験機1号機によって打ち上げられた。高度110kmでロケットから分離し、滑空飛行を行った。ほぼ計画通りに飛行し、重要なデータの受信にも成功、予定海域に着水した。機体の回収も計画されていたが、設計不備があり回収できなかった。

### ALFLEX
ALFLEX (Automatic Landing Flight Experiment 小型自動着陸飛行実験機は、1996年の7月から8月にかけてオーストラリア・ウーメラ飛行場で、HOPE実物の数分の一モデルによる完全自律飛行実験を行った。ヘリコプターによって上空で切り離された機体は無事に着陸。1ヶ月の間に13回にわたって実験を行い、全て成功した。

### HOPE-X
実験は順調に進んだが、1990年代後半の不景気によって計画が見直され、HOPE実用機を直接製作するのでなく、比較的開発費が低く抑えられるHOPE-X (H‐II Orbiting Plane Experimental) 実用実験機の製作に移った。HOPE-Xのサイズは全長15.2m、幅9.7m、高さ4.8m、打ち上げ時の重量が約14tとなっている。HOPEから実験機として必要のない部分を省略して軽量化した機体で、H2A1024型で打ち上げられる予定だった。実験終了後は機体を改修し必要な機材を乗せることで、HOPEとしての運用もできる設計だった。
しかしこのころ、建設の現実味を帯びてきた国際宇宙ステーション (ISS) へ荷物を運ぶ使い捨ての機体「HTV（H‐II Transfer Vehicle後のこうのとり）」の研究が1997年にはじまり、HOPEの必要性に疑問を投げかける声があがり始めた。
それでも2000年2月には、太平洋のキリバス・クリスマス島に土地を借り、帰還用滑走路と追跡施設、支援施設を備えた宇宙センターを建設する大プロジェクトが動き出し、ますます実現の期待が高まった。

## 計画の見直し
1998年と1999年のH-IIロケット打ち上げに連続失敗した宇宙開発事業団は組織改革に追われ、2000年8月、宇宙計画の全面的な見直しを宣言した。H-IIロケット打ち上げを停止して、新型のH-IIAロケット開発に全力を注ぐこと、また小型J-Iロケット計画の凍結、そしてHOPE-X実機製作の凍結と、今後はHOPEにとらわれない航空宇宙の実験を行う旨を発表した。NASDAはあくまで中止ではないと主張していたが、その後の展開を考えれば、この時点で開発が中止されたと見るのが妥当である。
宇宙科学研究所 (ISAS) でも2002年2月、H-IIAロケット2号機によって打ち上げられたISASの再突入実験機「DASH」が、設計ミスによってフェアリングからの分離に失敗、実験は中止された。7月には、NALがオーストラリアのウーメラ飛行場で実験を行った小型超音速実験機（超音速航空機SST実験機）が、やはり設計ミスによって、打ち上げ直後にロケットブースターから落下、大破するという事態が発生（JAXA統合後の実験で成功）。2年前の2000年2月にはISASのM-Vロケット4号機が異常燃焼を起こし、X線天文衛星「ASTRO-E」の軌道投入に失敗した。それぞれの事故は直接には関連していないが、宇宙開発の技術力向上と体質改善が課題となった。

### HSFD
悪化した宇宙開発状況の中、今までの実験の成果を実証する「HSFD (High Speed Flight Demonstration)」高速飛行実証を2002年から翌年にかけて行った。
2002年9月から11月まで、離陸・飛行・着陸を全て自律して行う自律飛行実証「フェーズI」をクリスマス島の飛行場で行った。月に一度の飛行を三度行い、全ての飛行実証に成功した。2003年7月、高高度（20kmから30km）から超音速で滑空飛行する高速飛行実証「フェーズII」をフランスと共同でスウェーデンで行った。「フェーズII」は接地の際に機体を破損したが、ほとんどの実証に成功した。しかし、HSFDの成果を役立てることのできる計画はなかった。

### 長期計画
2003年10月1日、宇宙航空3機関が統合し、宇宙航空研究開発機構 (JAXA) が発足した。しかし11月には、統合後初めての打ち上げとなったH-IIAロケット6号機がSRB-A（固体ロケットブースター）が分離出来ずに打ち上げに失敗し、12月には、火星探査機のぞみが火星到達を目前に機体の故障を克服出来ずに断念。再び宇宙開発が停滞した。そして、H-IIAは2005年2月にようやく打ち上げの再開を成し遂げた。
2005年3月にはHOPE-Xの着陸場とする予定だったクリスマス島の土地をキリバス政府に返還する方針を決定した。滑走路を使用したのは「HSFD」フェーズIの離着陸が三度のみであった。
一方でこの年4月、JAXAは今後20年間を見通す長期計画を発表した。2015年までは有人宇宙計画などは持たずに、基礎技術研究などを行うとしているが、2025年頃を目処に有人宇宙計画を実行することとなっている。また、2006年に発売された科学雑誌『サイエンスウェブ』3月号において、計画している有人宇宙船についての概要を掲載した。それによれば、新型宇宙船にはHOPE開発で培った技術を流用するとしている。

### LIFLEX
HOPE-Xが頓挫した後、JAXAではこれまでの実験成果を反映させることを計画していたが、将来の再使用型宇宙往還機においては翼の小型化が必要とされ、機体形状自体に浮揚特性を持たせたリフティングボディが理想であることから、2006年にリフティングボディ飛行実験計画LIFLEX (LIfting‐body FLight EXperiment) が開始した。2007年8月には北海道大樹町多目的航空公園にて飛行実験がおこなわれたが、飛行実験実施が凍結となり、当初計画されていた、自動着陸実験には至らなかった。